# Gartenbauhochhaus

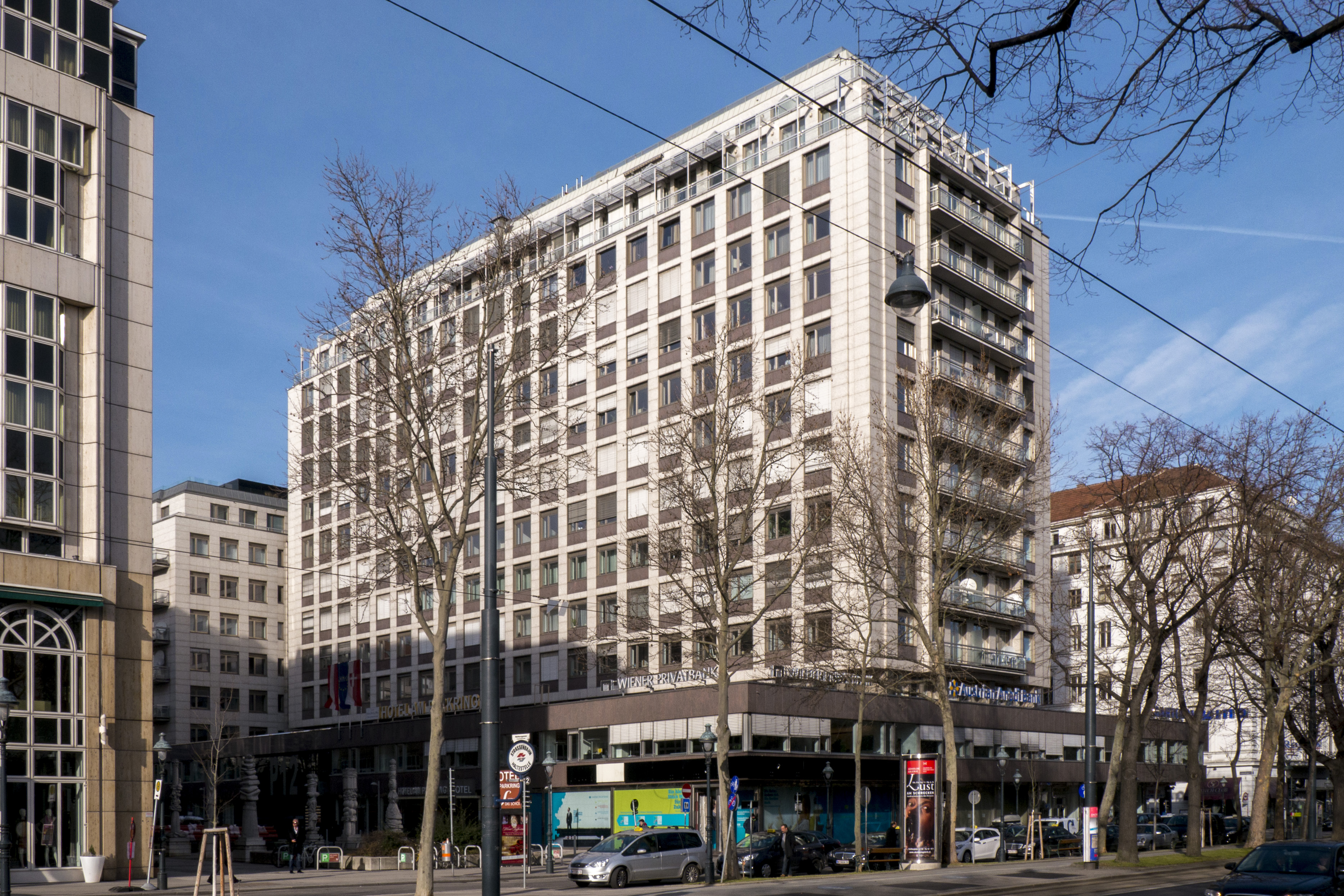
Gartenbauhochhaus am Parkring in Wien

Das Gartenbauhochhaus ist ein Hochhaus am Parkring 12 im 1. Wiener Gemeindebezirk Innere Stadt. Das umstrittene Bauprojekt an der Wiener Ringstraße wurde trotz heftiger Diskussionen und Kritik 1963 fertiggestellt. Architekten waren Erich Boltenstern, der Erbauer des Ringturms, und Kurt Schlauss. Vorher befand sich an der Stelle das Gartenbaugebäude der Österreichischen Gartenbau-Gesellschaft (ÖGG), das in den 1950er Jahren stufenweise abgerissen wurde.

## Geschichte
Am Gartenbauhochhaus entzündete sich zu Anfang der 1960er Jahre die erste Wiener Hochhausdebatte der Periode des Wiederaufbaus. Das Gebäude der Wiener Gartenbau-Gesellschaft war 1863 bis 1864 von Architekt August Weber, der auch das Wiener Künstlerhaus erbaute, auf der noch kaum verbauten Ringstraße errichtet worden. Es hatte im Zweiten Weltkrieg keine nennenswerten Schäden erlitten, bot aber wegen seiner niedrigen Bauhöhe und prominenten Lage einen Anreiz zur spekulativen Bebauungsverdichtung. Schon der Regulierungsplan von 1893 bedrohte den zweigeschoßigen Gebäudekomplex durch Festsetzung einer höheren Bauklasse.
Der ursprünglich vornehme Charakter des Etablissements war nach dem Ersten Weltkrieg verloren gegangen; nach Abtragung eines Seitenflügels des Gartenbaugebäudes wurden Tennisplätze und Verkaufsbuden auf dem Gelände platziert. 1960 fiel auch der Mitteltrakt, in dem sich zuvor das Gartenbaukino befunden hatte. Um den hier seit dem Ende der 1950er Jahre vorgesehenen, zuerst zehnstöckig, dann zwanzigstöckig geplanten Hochhausbau spielten sich in der Folge leidenschaftliche Debatten ab. Nach ersten Pressemeldungen 1957 formierten sich Bürgerinitiativen (vgl. z. B. die Tageszeitung Neues Österreich vom 13. September und 19. Dezember 1959 sowie 17. Februar 1960). Oskar Kokoschka protestierte in scharfen Worten gegen den Neubau; Friedrich Achleitner sprach von dem 1960–63 realisierten vierzehngeschoßigen Bau sogar als „Geschwür“ in der Silhouette der Stadt.
Der zweite Abschnitt der Verbauung der Gartenbaugründe, das bis 1985 nach Plänen der Architekten Harry Glück und Peter Czernin errichtete Hotel Marriott, respektierte später die Traufenhöhe der Ringstraßenverbauung.
Aus heutiger Sicht und im Vergleich zu späteren Eingriffen ins Ambiente der Ringstraßenzone erscheint aber auch das zurechtgestutzte Hotel Am Parkring vom Anfang der 1960er Jahre kaum mehr als echtes Hochhaus. Im Hotel befindet sich in der zwölften Etage das Restaurant Das Schick.